# 寄畑駅
寄畑駅（よりはたえき）は、山梨県南巨摩郡南部町内船にある、東海旅客鉄道（JR東海）身延線の駅。

## 歴史
- 1931年（昭和6年）11月1日：富士身延鉄道の寄畑停留場として開設[1][2]。
- 1938年（昭和13年）10月1日：富士身延鉄道を鉄道省（国鉄の前身）が借り上げ[1][2]。同時に寄畑駅に昇格[2]。
- 1941年（昭和16年）5月1日：国有化に伴い、鉄道省身延線の駅となる[1]。
- 1987年（昭和62年）4月1日：国鉄分割民営化に伴い、JR東海の駅となる[1][2]。

## 駅構造
単式ホーム1面1線を有する地上駅。線路はほぼ北西から南東に走り、ホームは線路南東側に設置されている。
身延駅管理の無人駅で駅舎はなく、ホーム上に簡素の待合所が設置されている。かつてはトイレと木造の待合所が設置されていた。ホームの内船方の端は緩やかな坂となっており、これを下ると駅の外に出る。
駅内船方には寄畑踏切があり、線路を越えて北側に行くことも可能である。

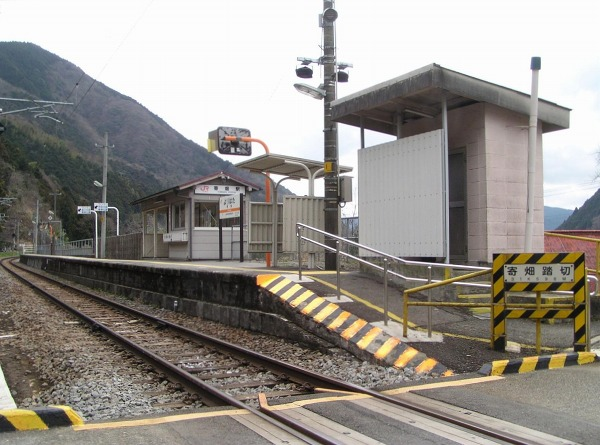
木造待合所撤去前の駅全景（2006年3月）
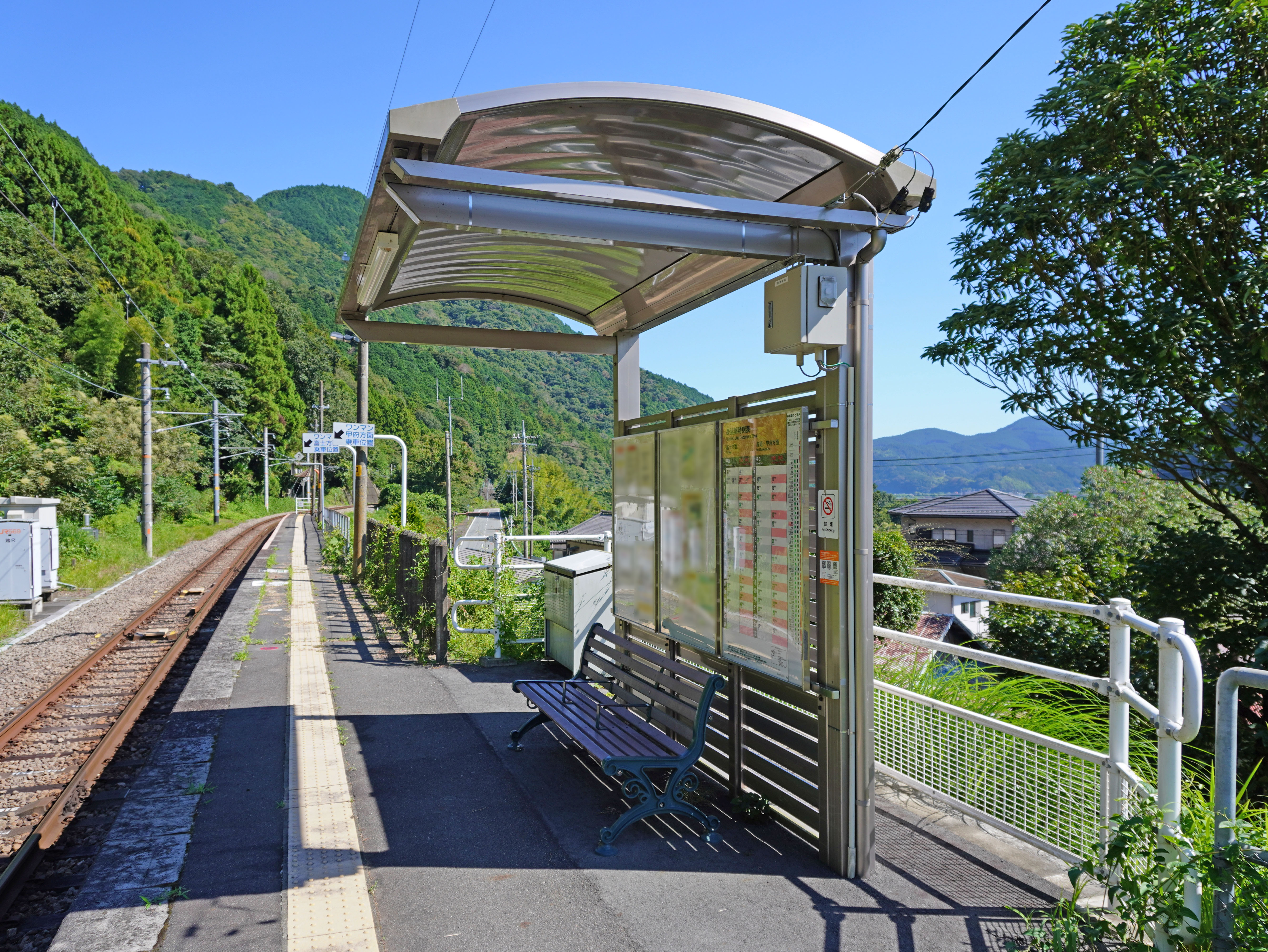
待合所（2022年9月）
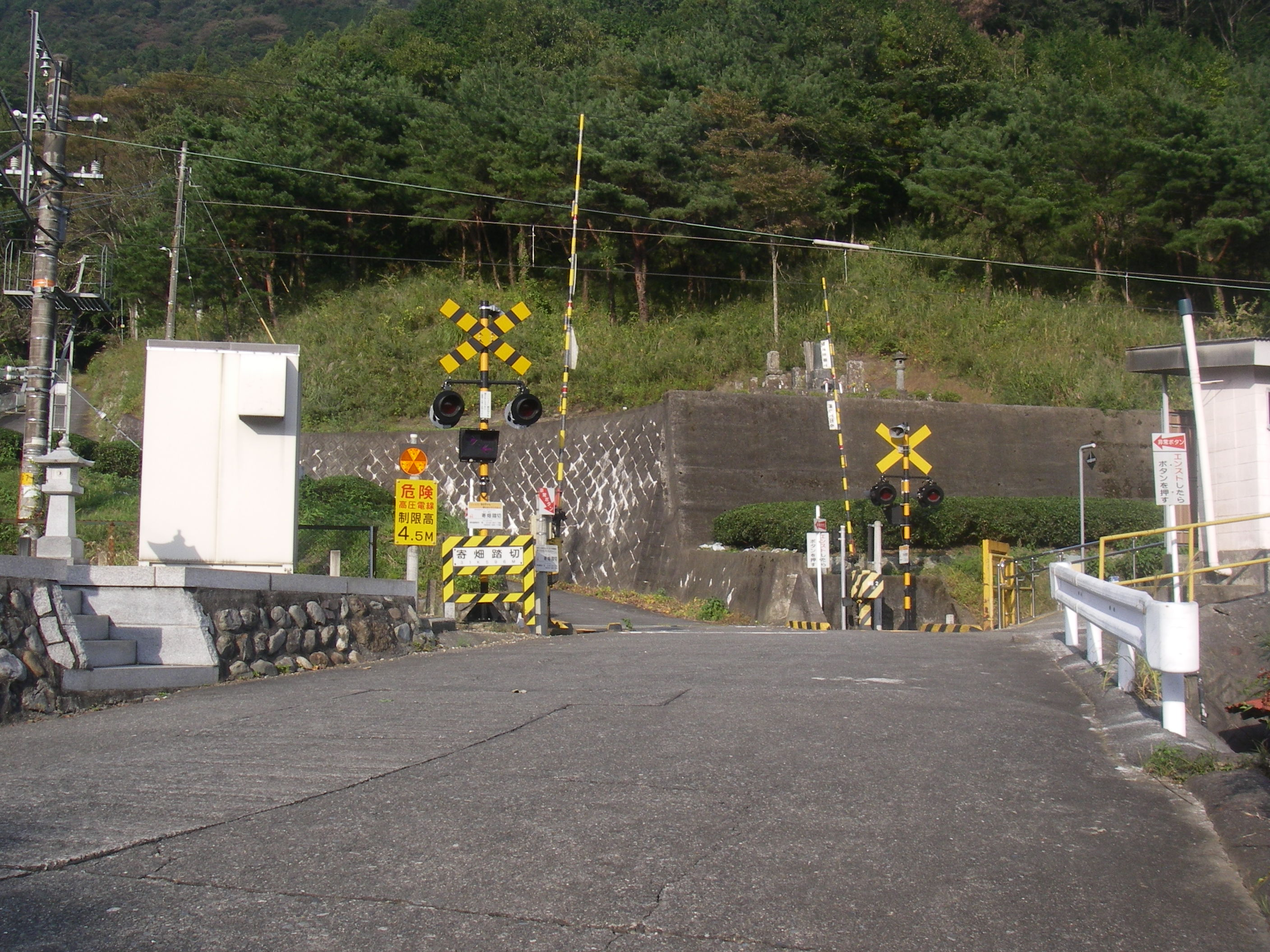
寄畑踏切（2008年10月）

## 利用状況
1日平均乗車人員は以下の通りとなっている。
| 乗車人員推移 | 乗車人員推移 |
| 年度         | 1日平均人数  |
| ------------ | ------------ |
| 2006         | 7            |
| 2007         | 11           |
| 2008         | 11           |
| 2009         | 14           |
| 2010         | 10           |
| 2011         | 8            |
| 2012         | 9            |
| 2013         | 11           |
| 2014         | 16           |
| 2015         | 21           |
| 2016         | 15           |
| 2017         | 15           |
| 2018         | 17           |

## 駅周辺
富士川に沿って走る県道10号からは細い坂道を登って駅に到達可能。駅は寄畑川と言う小川が富士川に注ぐ近くに位置しており、駅近くから県道にかけて、寄畑川に沿って寄畑の集落が開けている。駅周辺には茶畑が広がり、施設としては県道沿いに寄畑集会所と八幡神社がある。なお、駅から寄畑踏切を渡って北側に行くと、徳間の集落に至る。
駅の対岸には南部町楮根と言う地域があり、国道52号が通っていて人家も多いが、当駅の近くには橋が無いため、この地域に行くには井出駅や内船駅で下車した方が便利である。

## 隣の駅
東海旅客鉄道（JR東海）
CC 身延線
井出駅 - 寄畑駅 - 内船駅